# Brasilidia jilinensis
Brasilidia jilinensis är en urinsektsart som beskrevs av Wu och Yin 2007. Brasilidia jilinensis ingår i släktet Brasilidia och familjen lönntrevfotingar. Inga underarter finns listade.